# 言語学
言語学（げんごがく、英: linguistics）は、人間の言語の特性、構造、機能、獲得、系統、変化などを研究する学問である。下位分野として、音声学、音韻論、形態論、統語論 (統辞論)、意味論、語用論などの様々な分野がある。これらの下位分野は、(表出) 音 (手話言語の場合はジェスチャー)、音素、語と形態素、句と文、意味、 言語使用に概ねそれぞれが対応している。

## 概要

### 目的
言語学の目的は、人間の言語を客観的に記述・説明することである。「客観的に」とは、言語データの観察を通して現に存在する言語の持つ法則や性質を記述・説明するということであり、「記述」とは、言語現象の一般化を行って規則や制約を明らかにすることであり、「説明」とは、その規則・制約がなぜ発生するのかを明らかにすることである。
言語学は言語の優劣には言及しない。むしろ、現代の言語学においては、あらゆる言語に優劣が存在しないことが前提となっている。そのため、すべての言語は同等に扱われる。しかしながら、言語の史的変化を言語の進化ととらえ、社会・文明の成熟度と言語体系の複雑さを相関させるような視点が過去に一部存在していた。その後、いかなる言語も複雑さを有していることが明らかとなり、そうした見解は否定された。すなわち「幼稚な言語や高度な言語といったものは存在せず、すべての言語はそれぞれの言語社会と密接に関連しながら、それぞれのコミュニティに適応して用いられている」というのが現代の言語学の基本的見解である。

### 呼称の語源
英語における名称「linguistics」の語源は linguistique（フランス語）であり、さらにさかのぼるとlingua（ラテン語で「舌、言葉」の意）である。linguisticsという語は1850年代から使われ始めた。

## 研究分野

### 主要なもの
- 音声学 - ヒトの言語の音声の研究
- 音韻論 - 音韻体系の研究

音声学が発音時の筋肉の動きや音声の音響学的特性など物理的な対象を研究するのに対して、音韻論ではその言語で可能な音節の範囲（音素配列論）など言語が音声を利用するしくみを研究する。
- 形態論 - 語構造の研究
- 統語論 - 文構造の研究
- 談話分析

語の成り立ちは形態論で研究し、語が他の語と結合して作る構造は統語論で研究する。統語論が研究対象とするのは文までで、それ以上のテクストや会話などは談話分析で扱う。
- 意味論 - 意味の研究
- 語彙論
- 語用論

意味論が研究対象とする「意味」とは、伝統的に、話者や文脈・状況を捨象した普遍的な語の意味や文の意味（真理条件）に限られてきた。話者の意図は意味論の研究対象ではないと見る場合、これの研究は語用論で行う。
- 手話言語学 - 世界的に見ても手話は言語学の範囲の及ぶ学術領域と見みなされている。かつて日本の手話言語学者は、手話は音声言語とは形態において異なることから音声言語学とは異なる手法や用語によって研究されるべきであるという立場をとっていた。しかし近年では、手話もれっきとした言語であるとし、音声言語と同様の手法・用語によって説明できるはずであるとする立場が一般的となっている。近年では言語学関連の学会等で音声言語とともに手話言語学者の研究報告がプログラムにのぼることも珍しくない。

### 学際的なもの
- 応用言語学
  - 文体論
- 対照言語学
  - 言語類型論
- 心理言語学
- 計量言語学
- 計算言語学
- 比較言語学
- 社会言語学
- 神経言語学
- 言語人類学
  - 民族言語学

## 歴史
従来の考え方を批判的に摂取することで発展したものもあれば、歴史の中で一旦は忘れ去られたかのような考え方が復活して影響を与えたものもあるなど、今日に至るまでに及ぶ言語学の歴史の中で、様々な言語観に基づく種々の学説が生まれた。こうした学説が相互に関係し、影響し合った結果として、今日の言語学があることを認識する時、過去の歴史を無視することはできないから、現在を理解すると同時に将来を見極めるためにも、歴史を知ることは不可欠である。

### 19世紀までの言語研究
古代の言語学者に、インドのパーニニがいる。
西洋における言語研究の始まりは、紀元前にギリシアの哲学者たち（プラトン、エピクロスなど）の間で起こった言語起源論や修辞学にまでさかのぼる。古典ギリシア語の文法書は、紀元前1世紀までに完成し、ラテン語のほか後の西洋の言語の文法学（伝統文法）に大きな影響を与えた。
言語学が大きく飛躍する節目となったのは、1786年のことである。イングランドの法学者ウィリアム・ジョーンズは、インドのカルカッタに在任中に独学していたサンスクリット語の文法が、以前に学んだギリシア語やラテン語などの文法と類似していることに気づき、「これらは共通の祖語から分化したと考えられる」との見解をアジア協会において示した。これが契機となり、19世紀に入るとヤーコプ・グリム 、フランツ・ボップ、ラスムス・ラスクの3人により比較言語学が開始された。この時代の言語学は植物のように言語も成長・発展し、老いて死んでいく、有機体のように捉えられていた。しかし1876年に文献学や音声学を取り入れた、言語の歴史的展開を研究すべきなのが言語学だとする青年文法学派がドイツのライプツィヒで興り（19世紀）インド・ヨーロッパ語族の概念が確立した（印欧語学）

### 近現代
20世紀に入ると言語学は大きな変動期を迎えることになる。20世紀初頭にスイスの言語学者、フェルディナン・ド・ソシュールの言語学は、通時的な（書き言葉の）研究から共時的な（話し言葉の）研究へと対象を広げた。またソシュールの言語学は、言語学にとどまらない、「構造主義」と呼ばれる潮流の一部にもなった（また言語学においては（ヨーロッパ）構造主義言語学とも）。20世紀以降の言語学を指して、近代言語学と呼ばれることもある。
アメリカの言語学は、人類学者のフランツ・ボアズ のアメリカ州の先住民族の言語研究やエドワード・サピアがさきがけとなった。そこから発展したアメリカ構造主義言語学（前述のヨーロッパ構造主義言語学との関連は薄い）の枠組みは、レナード・ブルームフィールドによって確立された。
20世紀後半、ノーム・チョムスキーの生成文法は、以上で延べたような近代言語学からさらに一変するような変革をもたらし、現代言語学と言われることもある。後述する認知言語学からは批判もあるなど、「チョムスキー言語学」が全てではないが、現代の言語学においてその影響は大きい。
また20世紀後半には他にも、マイケル・ハリデー（en:Michael Halliday）らの機能言語学（en:Systemic functional grammar）や、ジョージ・レイコフらの認知言語学など、異なったアプローチも考案された。

## 主要な切り口、主要な学説や仮説

### ヒューマニズム理論
人間の言語学の基本原則は、言語は人々によって作成された発明ということである。 言語研究の記号論的伝統は、言語を意味と形式の相互作用から生じる記号のシステムと見なしている。言語構造の編成は計算と見なされる。また、言語学は本質的に社会的および文化的科学に関連していると見なされている。なぜなら、言語コミュニティによる社会的相互作用ではさまざまな言語が形成されているからである 言語の人間性の見方を表すフレームワークには、とりわけ構造言語学が含まれる。。
構造分析とは、音声、形態、構文、談話などの各層を最小単位で分析することを意味する。これらはインベントリ（音素、形態素、語彙クラス、フレーズタイプなど）に収集され、構造およびレイヤー階層内での相互作用を調査する。機能分析は、構造分析に、各ユニットが持つ可能性のあるセマンティックおよびその他の機能的役割の割り当てを追加する。 たとえば、名詞句は、文の文法的な主語または目的語として、あるいは意味論的なエージェントまたはペイシェントとして機能することができる。
機能言語学、または機能文法は、構造言語学の一分野である。 人間性の文脈では、構造主義と機能主義という用語は、他の人間科学におけるそれらの意味に関連している。 形式的構造主義と機能的構造主義の違いは、なぜ言語が持つ特性を持っているのかという質問への答えにある。機能的な説明は、言語がコミュニケーションのためのツールである、またはコミュニケーションが言語の主要な機能であるという考えを伴う。 したがって、言語形式は、その機能的価値または有用性に関して説明される。 他の構造主義的アプローチは、形式が二国間および多層言語システムの内部メカニズムから続くという視点を取る。

### 生物学的理論
言語の生物学的基礎を明らかにすることを目的とした、認知言語学や生成文法研究言語認識などのアプローチ。 生成文法は、これらの基礎が生来の文法知識から生じると主張している。したがって、このアプローチの中心的な関心事の1つは、言語知識のどの側面が遺伝的であるかを発見することである。一例をあげると、ノーム・チョムスキーらは生成文法という仮説を唱え、「普遍文法」という仮説を提起した。
対照的に、認知言語学は、生来の文法の概念を拒否し、人間の精神がイベントスキーマから言語構造を作成する方法を研究する。 認知的制約とバイアスが人間の言語に及ぼす影響も研究されている。神経言語プログラミングと同様に、言語は感覚を介してアプローチされる。 認知言語学者は、感覚運動スキーマに関連する表現を探すことによって知識の化身を研究する。
密接に関連するアプローチは進化言語学であり、文化的複製者としての言語単位の研究が含まれる 。言語がどのように複製され、個人または言語コミュニティの精神に適応するかを研究することが可能である。文法の構築は、ミームの概念を構文の研究に適用するフレームワークである。
生成的アプローチと進化的アプローチは、形式主義と機能主義と呼ばれることもある。ただし、この概念は、人間科学での用語の使用とは異なる。

## 言語学が明らかにした言語の特徴の例
以下に言語学が明らかにしてきた言語の特徴をいくつか記す。
恣意性
ソシュールは、「能記」(signifiant) と「所記」(signifié) という2つの概念（シニフィアンとシニフィエ）を用いて、言語記号の音声・形態とその意味との間には必然的な関係性はないという言語記号の恣意性を説いた。
これとはほぼ反対の立場として音象徴という見解がある。これは、音素そのものに何らかの意味や感覚、印象といったものがあり、言語記号はその組み合わせによって合理的に作られているとするものである。しかし、実際にはどの言語にも普遍的な音象徴というものは存在しないため、現在そのような立場の言語研究はあまり行われていない。
二重性
アンドレ・マルティネは言語が単なる音声の羅列ではなく、二重構造を有していることを指摘した。すなわち、文を最小単位に分割しようとした場合、まずは意味を持つ最小単位である形態素のレベルに分割される。そして、形態素はさらに音素に分割される。例えば、日本語の [ame]（雨、飴）という語は語としてはこれ以上分解できないが、音素としては /a/、/m/、/e/ の三つに分解される。言語の持つこのような二重構造は二重分節と呼ばれる。動物の発する声にはこうした性質が見られないため、二重分節はヒトの言語を特徴づける性質とされる。
構造依存性
ノーム・チョムスキーは言語の規則には、例えば「前から3番目の語」というような表層の順序に言及するようなものは存在しない、言語の規則はむしろ表層にあらわれない範疇・階層・構成素などの構造から生まれると考え、これを「構造依存性」と呼んだ。ノーム・チョムスキーはgenerative capacityという概念により、「(ある言語の)文法は、その言語の文ら（「表層」）をweakly generateし、それら文らのstructural descriptors（「深層」）をstrongly generateする」（ここで「文ら」としているのは、原文sentencesの複数形に意味があるため）と述べた。